# Mein Land
«Mein Land» (en español: «Mi país») es el primer sencillo del álbum Made In Germany 1995-2011 de la banda alemana de metal industrial Rammstein que, tanto el sencillo y el video musical, salió a los mercados de Alemania, Austria y Suiza el 11 de noviembre de 2011, y en el resto del mundo el 14 de noviembre. El video fue rodado en Los Ángeles, EE. UU. y dirigido por el director Jonas Akerlund, en el que además contiene una canción inédita llamada "Vergiss uns Nicht" (No nos olvides).

## Lista de canciones
CD Digipack
- «Mein Land»
- «Vergiss uns Nicht»
- «My Country» (The BossHoss)
- «Mein Land» (Mogwai Mix)

'Vinilo de "7" Limitado'
- «Mein Land»
- «Vergiss uns Nicht»

## Portada
La portada es una foto de los seis integrantes saludando con ropa de playa cargando una gran tabla de surf en medio de una playa con un clima cálido. Esta es una clara parodia a los Beach Boys. Arriba de ellos se ve el nombre de la banda y en la parte inferior derecha de la misma aparecen las palabras "The New Sensational Song "Mein Land"" (La nueva canción sensacional "Mein Land").

## Vídeo
El vídeo (Dirigido por Jonas Åkerlund en California, EE. UU.) se trata de una fiesta entre Rammstein y un grupo de chicas festejando en 2 perspectivas, la primera es en la playa en el día, en 1964, en el que ellos y las chicas llegan desde una camioneta, entonces se ve que se van divirtiendo bailando, tocando y hasta surfeando. La otra perspectiva es en la noche, en 2012, donde Rammstein toca en medio de los que festejan con la vestimenta del LIFAD Tour, donde se puede ver que están en llamas. También se puede observar la bandera de Alemania invertida, casi al final del vídeo.

## Posicionamiento en listas
| Lista (2011)                          | Mejor posición |
| ------------------------------------- | -------------- |
| Alemania (Offizielle Deutsche Charts) | 5              |
| Austria (Ö3 Austria Top 40)           | 9              |
| Bélgica (Flandes) (Ultratop 50)       | 28             |
| Finlandia (OFC)                       | 14             |
| Países Bajos (Mega Single Top 100)    | 88             |
| Suiza (Schweizer Hitparade)           | 21             |